# Čestmír Vitner
Čestmír Vitner (* 6. listopadu 1925 Louny) je český matematik a pedagog.

## Život
Čestmír Vitner je absolventem reálného gymnázia v Lounech. Maturoval v roce 1944, na vysokou školu se přihlásil po druhé světové válce. Stal se posluchačem Přírodovědecké fakulty Univerzity Karlovy, kde studoval matematiku a deskriptivní geometrii. V roce 1949 získal aprobaci pro vyučování těchto předmětů na středních školách. Po ukončení studia přešel na pražskou techniku jako asistent při I. ústavu matematiky. Mezi lety 1951 až 1954 vědecky pracoval v oboru diferenciální geometrie jako aspirant v nově založeném Matematickém ústavu Akademie věd České republiky. Titul doktora přírodních věd získal v roce 1952 a v roce 1958 obhájil kandidátskou disertační práci. Na technice se stal v roce 1951 odborným asistentem a po habilitaci, v roce 1961, byl jmenován docentem matematiky a přidělen na Stavební fakultu ČVUT v Praze.
Jeho odborná publikační činnost se týká diferenciální geometrie. Zabýval se také variačními metodami a spolupracoval s Karlem Rektorysem.